# Iota Geminorum
Iota Geminorum (Propus, 60 Geminorum) é uma estrela na direção da constelação de Gemini. Possui uma ascensão reta de 07h 25m 43.68s e uma declinação de +27° 47′ 53.8″. Sua magnitude aparente é igual a 3.78. Considerando sua distância de 126 anos-luz em relação à Terra, sua magnitude absoluta é igual a 0.85. Pertence à classe espectral G9III+....